# Pseudophialosphera
Pseudophialosphera is een geslacht van rechtvleugeligen uit de familie veldsprinkhanen (Acrididae). De wetenschappelijke naam van dit geslacht is voor het eerst geldig gepubliceerd in 1952 door Dirsh.

## Soorten
Het geslacht Pseudophialosphera omvat de volgende soorten:
- Pseudophialosphera severini Ramme, 1929
- Pseudophialosphera sylvatica Chapman, 1960
- Pseudophialosphera tectifera Ramme, 1929